# Radio Taíno
Radio Taíno é uma estação de rádio de língua espanhola cubana.
A Rádio Taíno, a rádio de turismo de Cuba, transmite 24 horas por dia do Radio Center Havana.

## História e detalhes
A estação foi fundada em 3 de novembro de 1985 e era popularmente conhecida como “estação turística de Cuba”, com conteúdo dirigido aos visitantes estrangeiros que vinham ao país como turistas, missões diplomáticas e negócios.
Já na década de 1990 do século XX, a programação da Rádio Taíno modernizou seu estilo e para garantir uma cobertura mais ampla decidiu que a língua inglesa deveria estar presente.
Na Rádio Taino há uma presença considerável da música cubana, embora também sejam veiculadas canções do repertório latino-americano, caribenho ou anglo-saxão. E no caso da locução, uma linguagem coloquial, direta e de cadência suave é essencial.